# Юлійс Федерс
Ю́лійс Фе́дерс (Ю́лій Я́нович (Іванович) Фе́ддерс (Федер, Феддер), латис. Jūlijs Feders; нар. 7 червня (19 червня за новим стилем) 1838, Кокнесе, Латвія — †19 січня (1 лютого 1909, Ніжин, нині Чернігівської області) — латиський живописець-пейзажист.

## Життєпис
Юлійс Федерс народився в родині корчмаря неподалік від стародавнього замку Кокнесе на березі річки Персе. Корчма та її хазяїн Яніс Федерс були знаними та поважаними в окрузі.
Юлій любив слухати латиські народні пісні, розповіді про старовину. Читати й писати навчався вдома. Потім став учнем Кокнеської волосної школи. Тут він уперше побачив кольорові ілюстрації, яких багато було в дитячих книжках. Малюнки викликали в хлопчика захоплення. Тоді він уперше спробував намалювати фарбами берег річки Персе. Вчителі сказали батькам, що Юлій обдарована дитина, тож його треба вести до Риги.
Яніс Феддерс влаштував сина в Домську школу, де викладання велося німецькою мовою. Вчителем малювання був Розенберг. Роботи юного художника йому сподобалися. З інших предметів хлопчик теж навчався добре.
Восени 1858 року Юлій Феддерс вступив до Петербурзької академії мистецтв. Його товаришем по навчанню і другом став Іван Шишкін — майбутній російський художник. Вони разом їздили на острів Валаам, разом одержували перші нагороди за вааламські етюди. Юлія Феддерса двічі відзначили срібною медаллю.
22 липня 1863 року, коли помер його батько, Юлій Янович одержав атестат, який давав йому звання некласного художника. Феддерс мав право викладати креслення і малювання в середній школі. Він поїхав до Латвії. Оселився в місті Митава. Влаштувався вчителем малювання в місцевому реальному училищі. Незабаром одружився і вперше виїхав у Швейцарію, щоб змалювати краєвиди цієї країни.
1868 року Юлій Феддерс виступив на річній академічній виставці в Петербурзі з картиною «Руїни Кокенгузенського замку». За це полотно він здобув звання класного художника третього ступеня. Одним із перших Феддерса поздоровив Архип Куїнджі.
1874 року художник узяв участь у міжнародній виставці в Лондоні. На ній було представлено картину «Смерч», за яку Феддерсу присудили іменну медаль. Цю роботу купив для своєї колекції перський шах. Грошей вистачило для того, щоб відвідати картинні галереї Іспанії, Норвегії та Швеції. Художник повернувся додому збагачений духовно й творчо.
Потім художник відвідав Німеччину, відому Дрезденську галерею, мав багато цікавої роботи.
Від Петербурзької академії мистецтв надійшла пропозиція посісти посаду вчителя малювання у Бєлгородському учительському інституті. Феддерс погодився. У Бєлгороді він прослужив 10 років.
24 травня 1880 року Феддерсу надали звання академіка живопису.
1905 року Георгій, молодший син художника, надумав вступити до Ніжинського історико-філологічного інституту. Тож у вересні 1905 року вся родина Феддерсів переїхала до Ніжина. Винайняли дві кімнати в скромному будиночку на Грецькій вулиці.
Юлій Янович переживав не найкращі часи. Хворів, проте і далі писав картини. Виставлявся в Ризі, але без успіху. Повернувся до Ніжина. Влітку 1908 року із сім'єю оселився у Кокнесі. Насолоджувався природою, багато малював.
19 червня 1908 року художник відзначив 70-річчя. Після дня народження погіршився його стан здоров'я. Феддерси повернулися до Ніжина. Там на нього вже чекала санітарна карета. Відомий ніжинський лікар Галицький оглянув хворого і сказав, що потрібна операція: у сечовому міхурі є камінці.
Юлія Яновича відвезли до клініки професора Малиновського в Києві. У серпні 1908 року йому успішно зробили операцію, і художник за два тижні повернувся до Ніжина. Проте радість була короткочасною. Феддерс захворів на жовтяницю. Почалося запалення шлунку. Лікарі були безсилі.
Ю. Я. Феддерс був похований у Ніжині на території Іоанно-Милостивого православного кладовища (південна околиця Ніжина початку ХХ ст..), де за місцевою традицією також хоронили протестантів (зокрема, лютеран). Після зруйнування цього кладовища у повоєнний час, надгробок з поховання Ю. Я. Феддерса опинився на території розташованого поруч (через дорогу, також поруйнованого) Католицького кладовища.

## Творчість
Пейзажі:

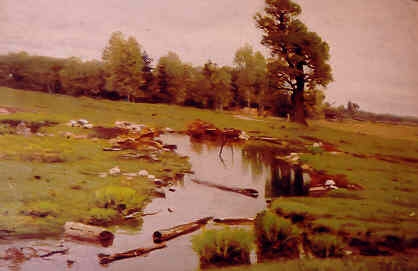
Пейзаж

- «Річка Донець біля Святих гір» (1882),
- «Поблизу Святогорського монастиря» (1882),
- «Долина річки Гауї» (1891)
- «Дніпровський поріг» (1892),
- «Вугільні ями» (1897),
- «Після бурі»,
- «Крейдяні береги»,
- «Будинок у лісі»,
- «Літній пейзаж»,
- «У парку Сігулди» (1907),
- «Руїни в Павловському парку».

Проживаючи в Харкові та Бєлгороді, Феддерс намалював багато пейзажів та етюдів Сіверського Дінця: «Крейдяна гора», «Річка Донець біля Святих Гір» (1882), «Святі Гори поблизу Харкова» (1881). Остання картина 1881 року експонувалася на академічній виставці в Петербурзі. Про неї схвально відгукнувся Ілля Рєпін: «Був на Академічній виставці у Петербурзі. Там є відмінні етюди, особливо один Феддерса „Святі Гори поблизу Харкова“».

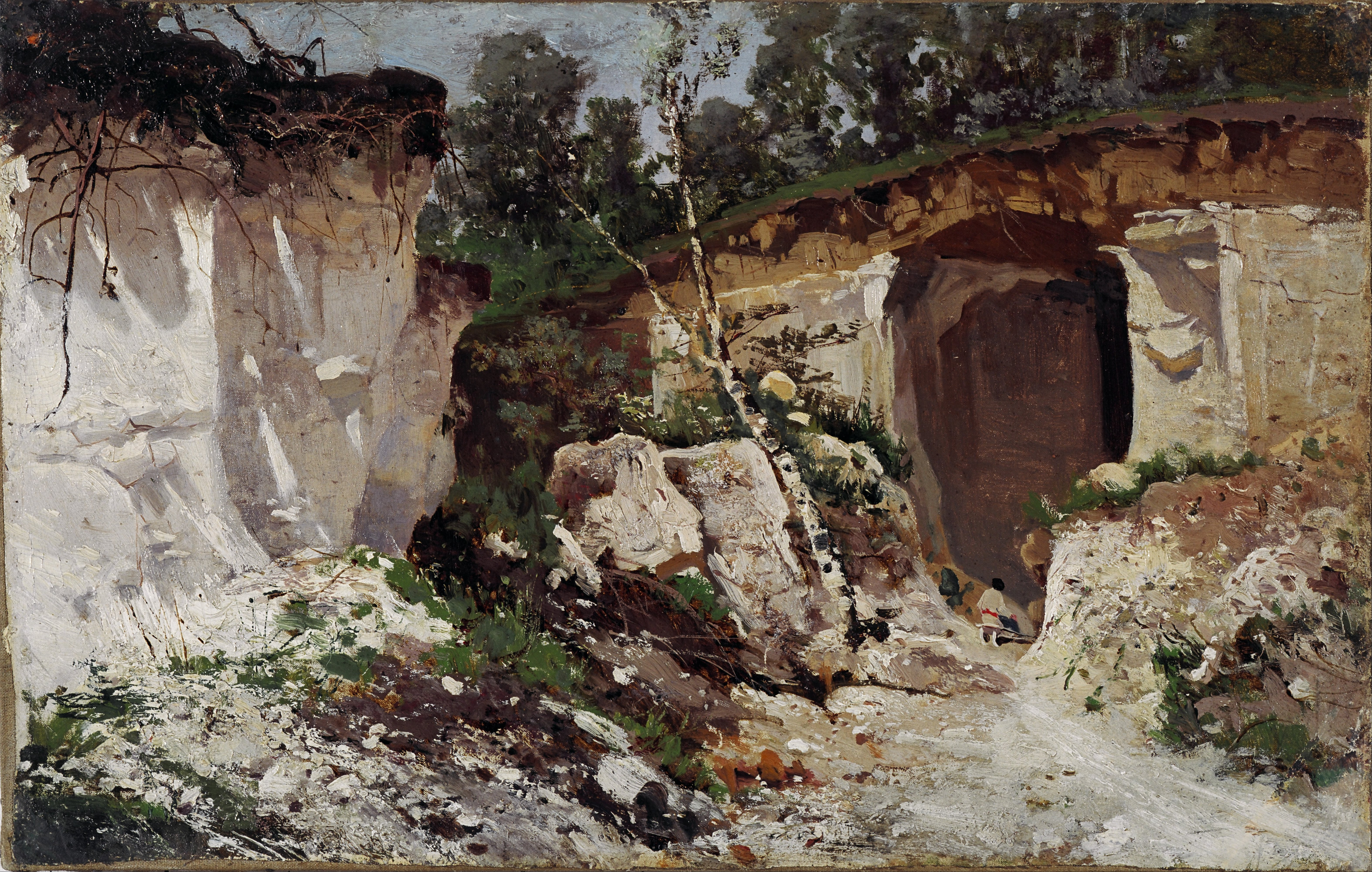
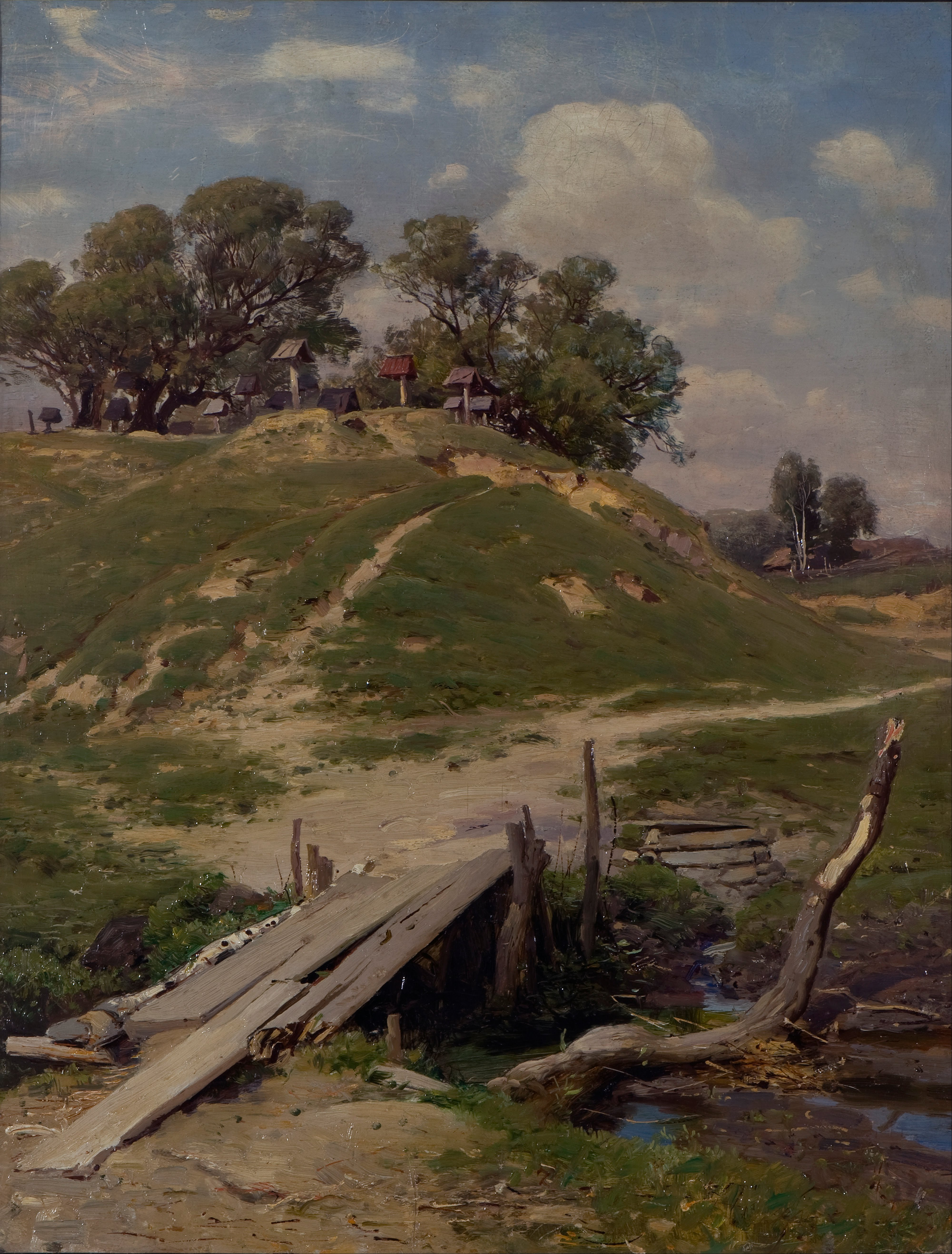
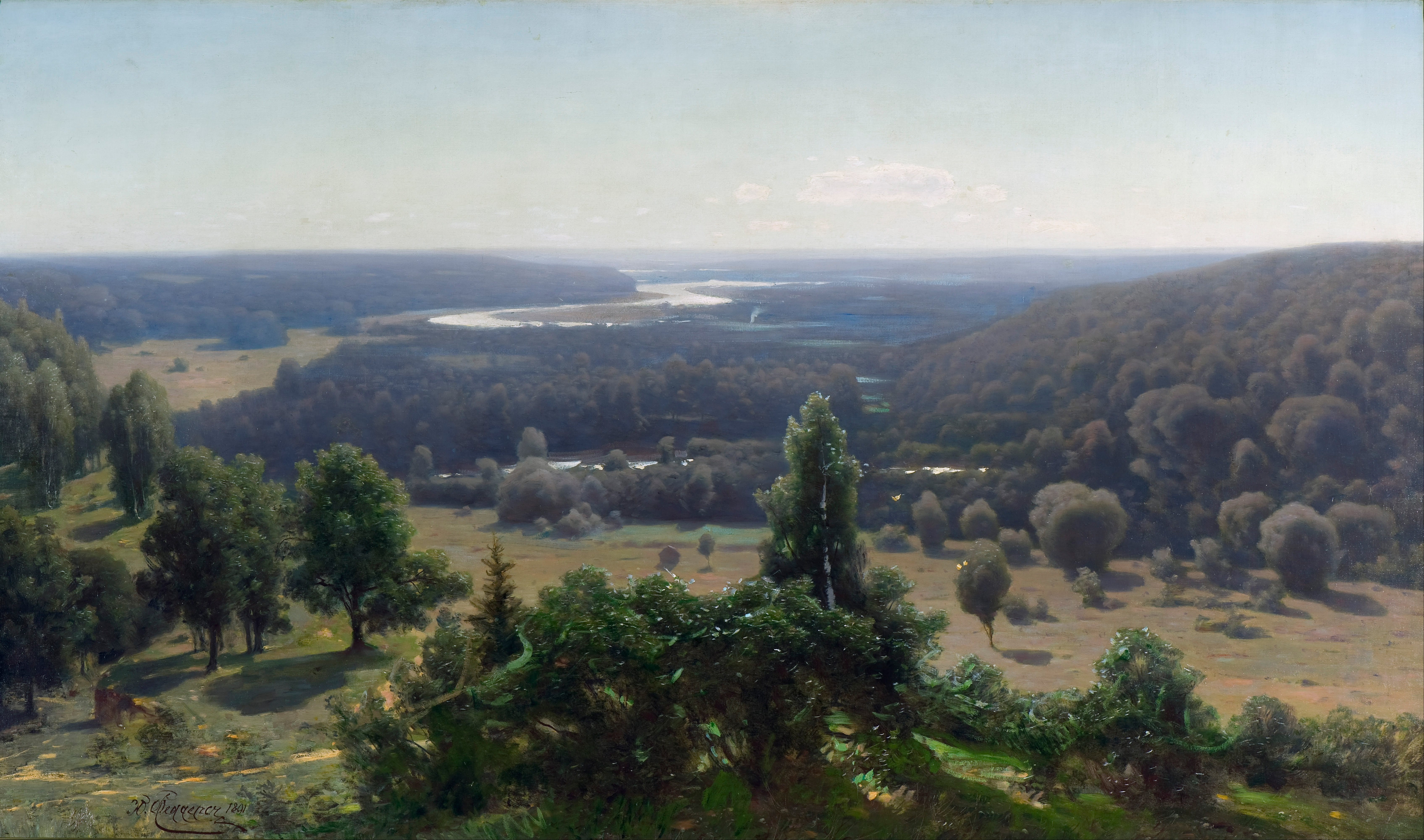
Долина річки Гауї

## Вшанування пам'яті
У Ніжині на фасаді будинку № 7 на площі Гоголя, де в 1905–1909 роках мешкав Феддерс, встановлено меморіальну дошку з мармуру.
1985 року в Ніжинському краєзнавчому та Чернігівському художньому музеях відкрилася виставка творів Феддерса, створених ним у Ніжині.
1984 року було урочисто перенесено надгробок з поховання Ю. Я. Феддерса (натоді вже втрачене) на територію Центрального міського кладовища (сучасне Центральне Троїцьке міське кладовище, на території колишнього Грецького кладовища).
1988 року ніжинці урочисто відзначили 150-річчя від дня народження Феддерса. На святкування прибули гості з Латвії. Серед них — науковці Державного художнього музею в Ризі, в експозиції і фондах якого збережено понад сто творів фундатора латиського реалістичного пейзажного живопису.